# Aristiopsis tumicornis
Aristiopsis tumicornis är en kräftdjursart. Aristiopsis tumicornis ingår i släktet Aristiopsis och familjen Lysianassidae. Inga underarter finns listade i Catalogue of Life.